# Луковый пирог
Луковый пирог (цвибелькухен, нем. Zwiebelkuchen) — открытый пирог, блюдо немецкой кухни. В зависимости от региона он готовится из дрожжевого или песочного теста на противне или в круглой форме для выпечки. Для начинки в луковом пироге используется репчатый лук, обжаренный в жире, сливки, сваренные вкрутую яйца и шпик, порезанный кубиками. В качестве приправы добавляют тмин.
Луковый пирог является традиционным блюдом в винодельческих регионах Германии — Бадене, на Рейне и Мозеле, в Пфальце и Франконии, где он подаётся осенью на празднике нового вина. В Гессене луковый пирог подают к яблочному вину. В тюрингенском Веймаре, знаменитом в том числе и осенней луковой ярмаркой, готовят фирменный луковый пирог на дрожжевом тесте со сметанно-яичной заливкой. Луковый пирог известен и в базельской кухне в карнавальное время, но готовится без добавления шпика. Луковый пирог является также традиционным блюдом на бернском луковом фестивале «Цибелемерит», проходящем ежегодно в четвёртый понедельник ноября. По мнению гастрокритика Вольфрама Зибека, цвибелькухен — это немецкий ответ на французский киш. Фирменный эльзасский киш готовят тоже из репчатого лука, как цвибелькухен, хотя в остальной Франции предпочитают более изысканный лук-порей.